# كوكو (بنين)
كوكو (بالفرنسية: Koko)‏ هي إحدى دوائر بنين الإدارية، تتبع بلدية بانتي [الإنجليزية] في إدارة كولاينيس. يقدر عدد سكانها بـ 5,855 نسمة.